# 은하의 꿈 (1983년 드라마)
《은하의 꿈》은 1983년 3월 28일부터 1983년 5월 13일까지 방송되었던 KBS 1TV 아침 드라마였다.

## 제작진

### 극본
- 윤혁민

### 연출
- 김재순

## 출연진
- 김성원
- 박근형
- 여운계
- 선우은숙
- 홍요섭
- 임성민
- 정영숙
- 이덕희